# Herrschaftsgericht Edelstetten

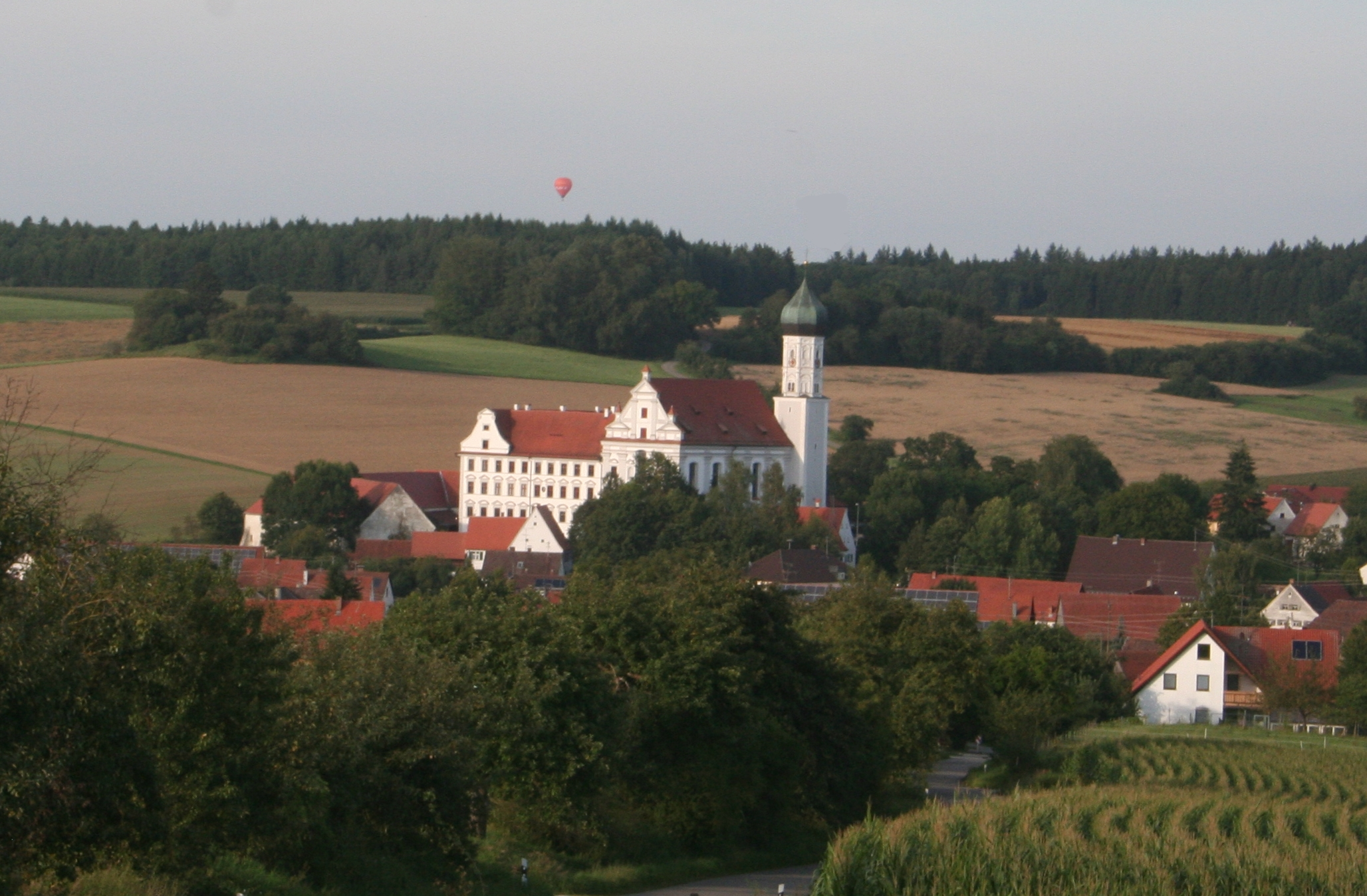
Edelstetten: Blick von Westen

Das Fürstl. Esterhazy'sches Herrschaftsgericht Edelstetten war ein von 1816 bis 1848 bestehendes bayerisches Herrschaftsgericht mit Sitz in Edelstetten im heutigen Landkreis Günzburg in Bayern. 

## Geschichte
1803 erhielt der Fürst Ligne die zuvor dem Kloster Edelstetten unterstehende Herrschaft Edelstetten als Entschädigung für die Grafschaft Fagnolle im Hennegau. 1804/1805 erwarb Fürst Nikolaus II. Esterházy de Galantha die Anlage, die heute noch den Fürsten Esterházy gehört (heutiger Besitzer ist Paul Anton Esterházy). Kurz darauf wurde die Herrschaft Edelstetten zur gefürsteten Reichsgrafschaft  erhoben. Ein Jahr später kam Edelstetten – wie das gesamte Gebiet zwischen Iller und Lech – infolge des Preßburger Friedens zu Bayern. 
Im Jahr 1816 wurde im Verlauf der Verwaltungsneugliederung Bayerns das Herrschaftsgericht Edelstetten der Fürsten Esterházy errichtet, das Edelstetten und Teile Balzhausens sowie 3 Weiler und 2 Einöden umfasste. Dieses Herrschaftsgericht kam zunächst zum Illerkreis und ab 1817 zum Oberdonaukreis. Im Jahr 1848 wurde das Herrschaftsgericht Edelstetten wie alle Herrschaftsgerichte in Bayern aufgelöst.